# Kostel svatého Jakuba Staršího (Hodonice)
Kostel svatého Jakuba Staršího je římskokatolický chrám v obci Hodonice v okrese Znojmo. Je chráněn jako kulturní památka České republiky. Jde o farní kostel farnosti Hodonice.

## Historie
První písemná zmínka o kostele pochází z roku 1281, kdy získali patronát nad kostelem křižovníci s červenou hvězdou z Hradiště u Znojma. Kostel má románské jádro z první poloviny 13. století, ke kterému bylo zhruba o sto let později přistavěno kněžiště. Menší věž při jihozápadním nároží s vřetenovitým schodištěm pochází z 15. století. Hlavní kostelní věž je mladší. Koncem 17. století byla zaklenuta původně plochostropá loď a vestavěna hudební kruchta, prolomena nová okna. Ohradní zeď byla vybudována ve století osmnáctém. Roku 1854 byla přistavěna nová sakristie s oratoří. 

## Popis
Jedná se o jednolodní stavbu s odsazeným kněžištěm a obdélníkovou lodí. V ose západního průčelí lodi předstupuje hranolová věž. Hladké fasády v kněžišti jsou prolomeny okny dělenými středovým prutem. Vstup do kostela předsíní zaklenutou valeně s výsečemi. Ve zdi je zasazen kamenný sedlový portál. Kněžiště je zaklenuto dvěma poli křížové žebrové klenby.V severní zdi je patrný zbytek původního sanktuária Kněžiště se otevírá půlkruhovým vítězným obloukem do lodi zaklenuté valeně. Hudební kruchta je nesená jediným široce rozkročeným obloukem, zvětšená o novodobý dřevěný balkón s varhanami.

## Zařízení
Hlavní oltář pochází z poloviny 18. století, uprostřed má obraz patrona chrámu ze století devatenáctého. V kněžišti a lodi jsou rokokové lavice.